# Hipposideros muscinus
Hipposideros muscinus је сисар из реда слепих мишева и фамилије Hipposideridae.

## Угроженост
Подаци о распрострањености ове врсте су недовољни.

## Распрострањење
Врста је присутна у Западној Новој Гвинеји (Индонезија) и Папуи Новој Гвинеји.

## Станиште
Станиште врсте су шуме. 
Врста је по висини распрострањена од нивоа мора до 1500 метара надморске висине. 
Врста је присутна на подручју острва Нова Гвинеја.

## Начин живота
Врста Hipposideros muscinus живи у пећинским хабитатима.